# Adam's Woman
Adam's Woman (Brasil: A Mulher de Adão ) é um filme estadunidense,  australiano de 1970, dos gêneros aventura com fundo histórico, drama e romance, dirigido por Philip Leacock, roteirizado por Richard Fielder e Lowell Barrington, música de Bob Young.

## Sinopse
Austrália, 1840, jovem americano, condenado por assassinato, recebe indulto, casando-se com uma irlandesa também condenada e recebendo terras para colonizar.  

## Elenco
- Beau Bridges ....... Adam
- Jane Merrow ....... Bess
- John Mills ....... Sir Philip MacDonald
- James Booth ....... Dyson
- Andrew Keir ....... O'Shea
- Tracy Reed ....... Duchess
- Peter O'Shaughnessy ....... Barrett
- John Warwick ....... Croyden
- Harry Lawrence ....... Muir
- Katy Wild ....... Millie
- Mark McManus ....... Nobby
- Harold Hopkins ....... Cosh
- Doreen Warburton ....... Fat Anne
- Clarissa Kaye-Mason ....... Matron (as Clarissa Kaye)
- Peter Collingwood ....... Capelão